# Wehrmachtsgespann

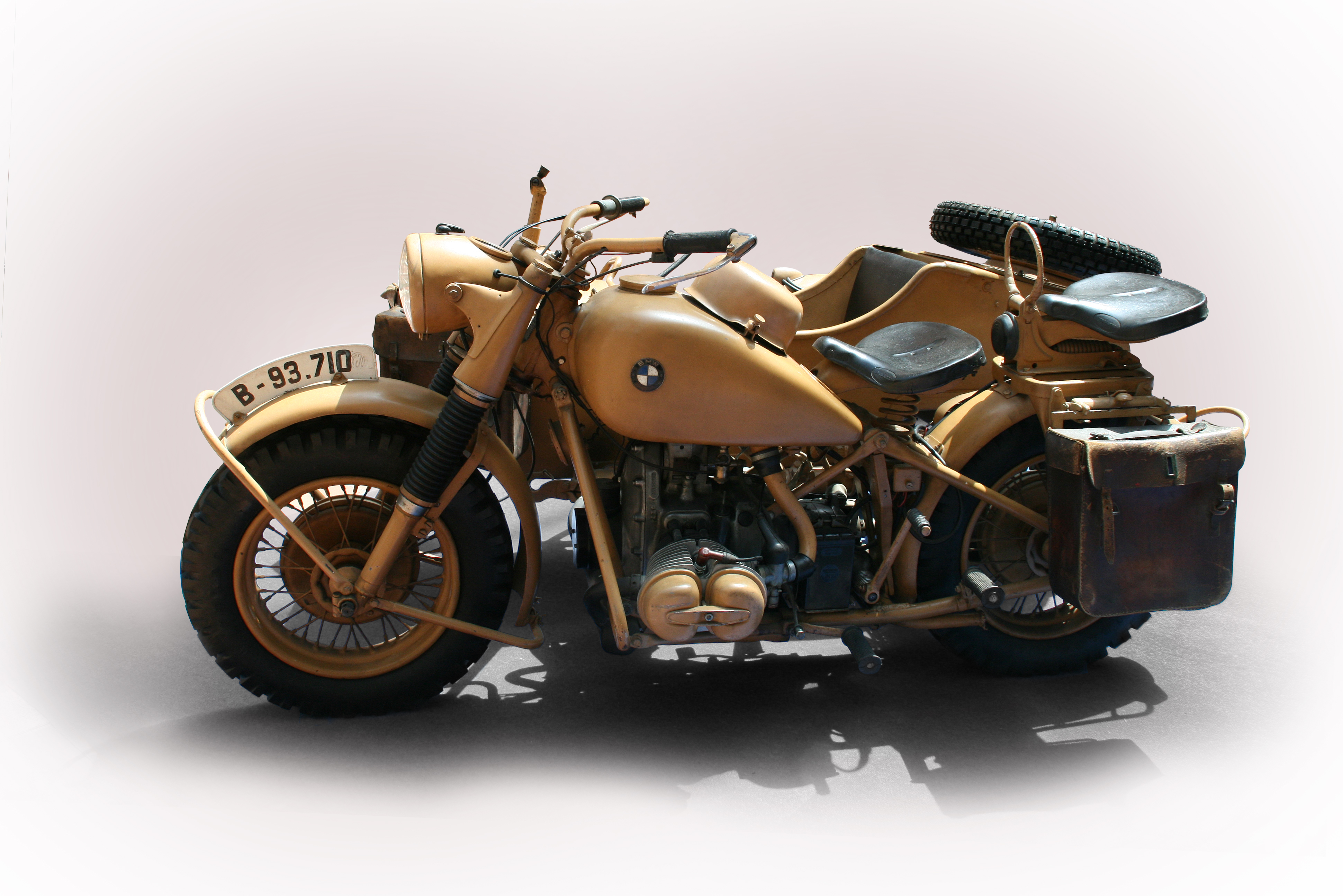
BMW R 75 Gespann

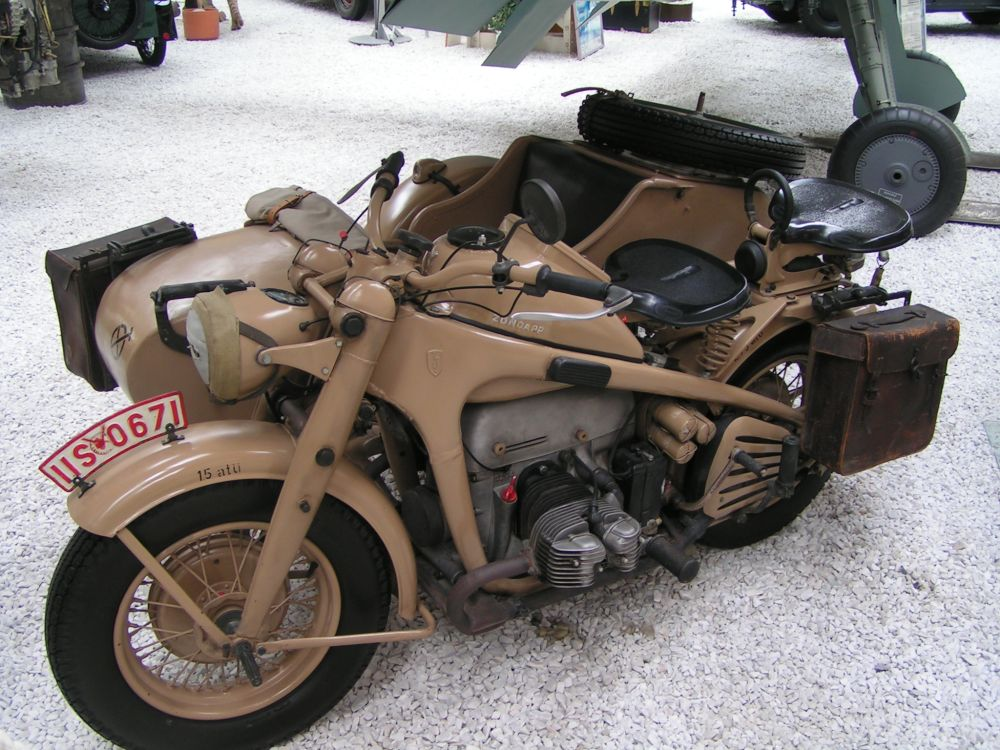
Zündapp KS 750 Gespann

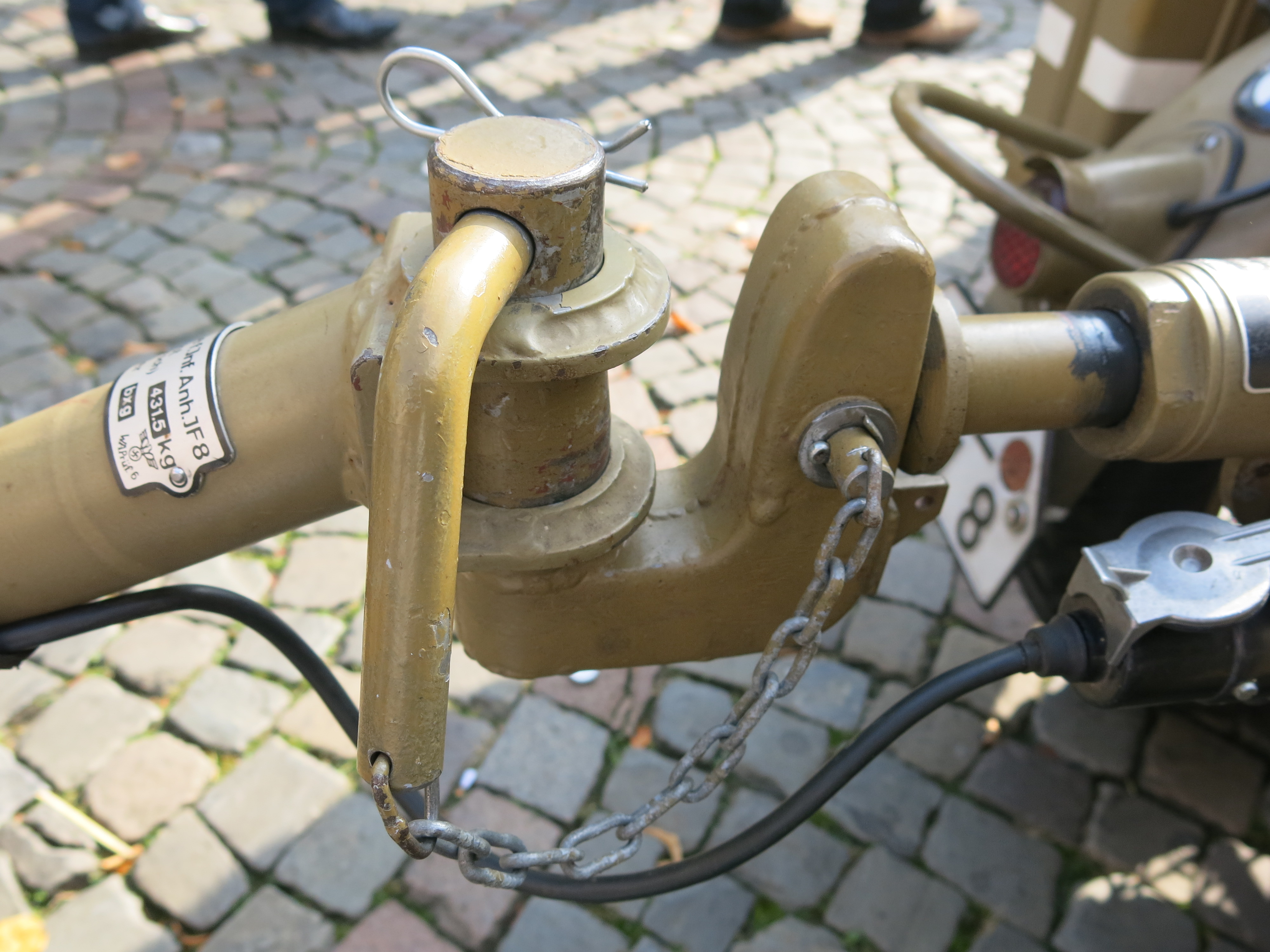
Einheitsprotzhaken an BMW R 75 Gespann

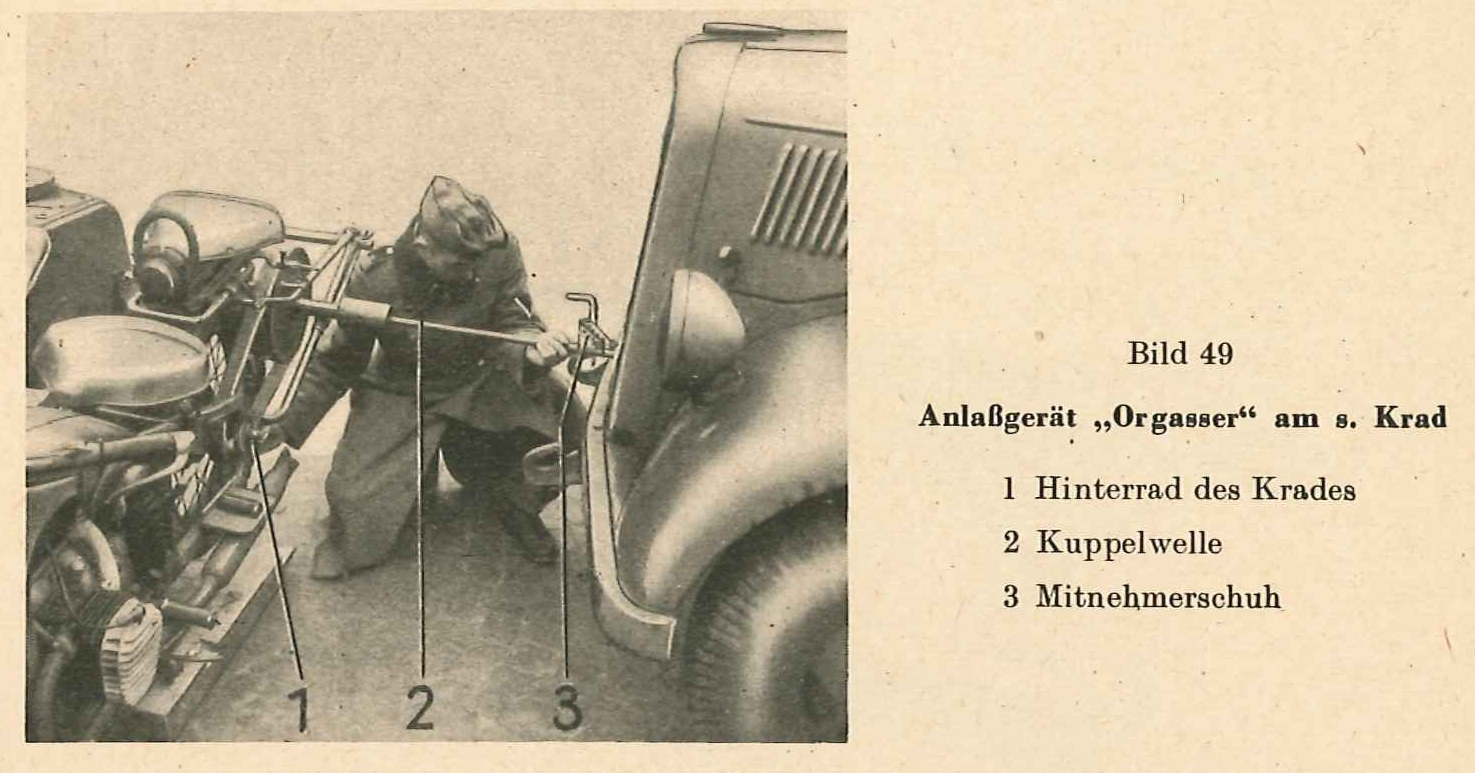
Anlaßgerät Orgasser

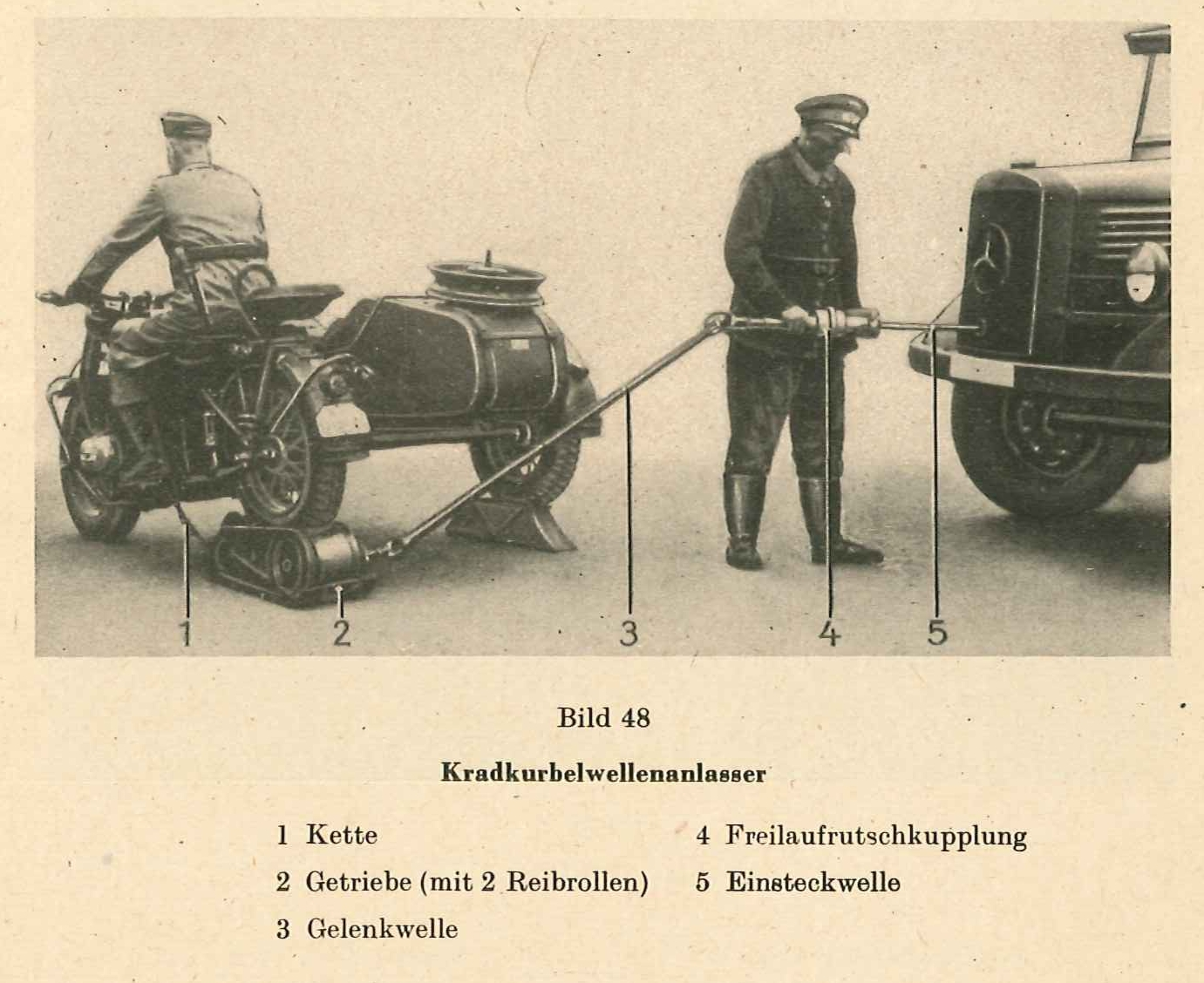
Kradkurbelwellenanlasser

Als Wehrmachtsgespann werden die speziell für die Wehrmacht entwickelten und von 1941 bis 1944 eingesetzten überschweren Motorradgespanne BMW R 75 Gespann und Zündapp KS 750 Gespann bezeichnet.
Darüber hinaus wurden von der Wehrmacht auch andere Motorradgespanne eingesetzt: BMW R 12 (mit Einfachvergaser), NSU 601 OSL Wh, Zündapp K 800, die belgischen Beutemaschinen FN M12, Gillet Herstal 720 AB sowie die französische Gnome et Rhône AX II.

## Geschichte
Motorradgespanne im Ersten Weltkrieg wurden in geringem Umfang eingesetzt. 1915 erschien ein Maschinengewehrträger der NSU Motorenwerke. Das Maschinengewehr war entgegen der Fahrtrichtung auf dem Beiwagen montiert. Die Entwicklung der 20er und 30er Jahre machte die Verwendung in größeren Stückzahlen für das Militär interessant. Bedarf bestand insbesondere für ehemalige Einheiten der Kavallerie, die zu motorisierten Einheiten verschiedener Ausprägung umgewandelt wurden, sowie für Kradmelder und Aufklärung. Die Ausstattung der Wehrmacht erfolgte zunächst auf Basis angepasster Fahrzeugmodelle der 1930er Jahre. In den 1940er Jahren kamen Modelle hinzu, deren Konstruktion vorrangig auf die militärische Nutzung ausgerichtet war. Die Lieferung solcher Fahrzeuge erfolgte auch an ausländische Einheiten der verbündeten Achsenmächte. 

## Technik
Alle Wehrmachtsgespanne hatten zuschaltbaren Beiwagenantrieb; bei beiden Typen handelte es sich um eine gemeinsame, auf dem Zündapp-Entwurf basierende Entwicklung, die entsprechend den Vorgaben des Oberkommandos der Wehrmacht ausgeführt wurde. Das Getriebe der BMW R 75/Zündapp KS 750 hatte vier Straßengänge und einen Rückwärtsgang; die Straßengänge konnten bei BMW durch eine Untersetzung zu drei Geländegängen abgestuft werden; Zündapp hatte einen Geländegang. Zur Verbesserung der Geländegängigkeit verfügten die Gespanne über eine Differentialsperre. Hinter- und Seitenwagenrad hatten hydraulische Bremsen. Die Gespanne zeichneten sich durch Robustheit, gute Zuverlässigkeit und Stabilität sowie durch eine enorme Geländegängigkeit aus. Mit Einheitsprotzhaken versehen, dienten die Wehrmachtsgespanne als Zugmaschinen für leichte Anhänger (350 kg) und Leichtgeschütze.

## Stückzahlen
Vom BMW R 75 Gespann wurden bis 1944 16.510 Maschinen, vom Zündapp KS 750 Gespann bis 1948 18.635 Stück gebaut. Die Gespanne gab es sowohl in wehrmachtsgrauer, luftwaffengrauer, afrikabeiger („Sahara“) als auch in dunkelgelber (beiger) Lackierung (ab 1943 für alle Wehrmachtsfahrzeuge). 

## Nachbauten
Die im Zweiten Weltkrieg in der Sowjetunion gefertigten Militärgespanne, welche unter dem Namen M-72 und später Ural in Irbit oder ab 1974 als Dnepr in Kiew gebaut wurden, sind keine Nachbauten der BMW R 75 bzw. Zündapp KS 750, sondern eine Kopie der BMW R 71 aus dem Jahr 1938. Die Produktion der ukrainischen Dnepr MT-12 wurde 1988 eingestellt. Eine chinesische Version der BMW R 71 wird unter mit dem Namen Chang Jiang 750 verkauft.

## Sonstiges
Das BMW-R-12-Gespann wurde auch als Anlasshilfe mittels des „Anlaßgerätes Orgasser“ zweckentfremdet. Für andere Gespannmodelle konnte der sogenannte "Kradkurbelwellenanlasser" verwendet werden. 

## Rezeption
Die einzig vernünftige Rolle für den Einsatz von Motorrädern und Motorräder mit Beiwagen scheint in der Armee die im Kurierdienst zu sein.

„Die enormen Kosten für die Kriegselefanten […] standen nie im Verhältnis zum Einsatzzweck. Mit dem Aufkommen leichter geländegängiger Kübelwagen, die preiswerter herzustellen und vielseitiger einsetzbar waren, ging die Zeit der überschweren Kräder schnell wieder zu Ende.“

„Sie kosteten infolge ihrer aufwendigen Konstruktion […] fast doppelt so viel wie ein VW-Kübelwagen, der dank vielseitiger Verwendungsmöglichkeiten, besserem Wetterschutz […] von weit größerem Nutzen war.“